# مقياس كثافة الحرارة المنبعثة
مكشاف الحرارة أو مقياس الإشعاع الحراري أو مقياس كثافة الحرارة المنبعثة[بحاجة لمصدر] أو البيروسكوب أو البايروسكوب (بالإنجليزية: Pyroscope)‏ هو أداة لقياس كثافة الحرارة المنبعثة من النار، أو تأثير التبريد من الأجسام. هو ميزان حرارة تفاضلي مع لمبة مطلية بماء الذهب أو الفضة.
ويطلق الاسم على أي من الأجهزة المختلفة (مثل مخروط pyrometric أو البيرومتر البصري) التي تستخدم لتحديد درجة حرارة مصهر أو فرن.